# Siamon (fill de Tuthmosis III)
Siamon, o Siamun (Fill d'Amon), va ser un príncep egipci de la XVIII Dinastia. Era fill del faraó Tuthmosis III.
Se sap de la seva existència perquè se l'anomenat en una estàtua del tresorer Sennefer (actualment al Museu Egipci del Caire), que es pot datar en el regnat de Tuthmosis III.